# Iwano Ichibē IX.
Ichibē Iwano IX. (jap. 九代 岩野 市兵衛, Kyūdai Iwano Ichibē, wirklicher Name: Iwano Ichirō (岩野市郎); * 28. September 1933 in Imadate in der Präfektur Fukui) ist ein japanischer Kunsthandwerker, der handgeschöpftes Japanpapier herstellt. Er wurde  am 6. Juni 2002 als Lebender Nationalschatz für das Wichtige immaterielle Kulturgut „Herstellung von Japanpapier“ deklariert.
Nach dem Abschluss der Mittelschule erlernte er das Handwerk bei seinem ebenfalls zum Lebenden Nationalschatz ernannten Vater Ichibē Iwano VIII. im Familienbetrieb in Echizen. 1978 übernahm er den Künstlernamen seines Vaters, den er in der neunten Generation fortführt. Iwano stellt nach alter Tradition handgeschöpftes Hōsho-Papier her, das für die Kalligraphie und den Farbholzdruck verwendet wird. Diese Sorte des Japanpapiers wird aus der Rinde des Maulbeerbaums (楮, kōzo) gewonnen. Das Hōsho-Papier wurde in der Momoyama-Zeit vom Hof- und Kriegsadel für amtliche Dokumente verwendet. Ichibē wurde 2002 zudem mit dem Orden des Heiligen Schatzes (4. Verdienstklasse bzw. Offizier) ausgezeichnet.